# Sports Story
Sports Story (с англ. — «спортивная история») — компьютерная игра в жанрах спортивного симулятора, приключений и RPG, разработанная и изданная австралийской студией Sidebar Games эксклюзивно для Nintendo Switch в 2022 году. Является продолжением игры Golf Story 2017 года выпуска.

## Игровой процесс
Sports Story — приключенческая игра в жанре спортивного симулятора. В отличие от Golf Story, прошлой игры студии, в Sports Story включено большое количество видов спорта, включая теннис, американский футбол, крикет, волейбол и BMX. Помимо участия в спортивных состязаниях, игроку предлагается изучать подземелья, а также проходить стелс-сегменты и различные мини-игры. В игре также имеется отдельная сюжетная линия теннисной академии.

## Разработка и выпуск
Игра была анонсирована на выставке Nintendo Indie World 10 декабря 2019 года, изначально выпуск был назначен на 2020 год. Позднее выпуск игры был отложен на неопределённый срок, что разработчики объяснили большим количеством идей и амбициозностью проекта. В конечном итоге игра вышла 23 декабря 2022 года для Nintendo Switch.

## Отзывы критиков
| Сводный рейтинг    | Сводный рейтинг |
| Агрегатор          | Оценка          |
| ------------------ | --------------- |
| Metacritic         | 54/100          |
| OpenCritic         | 53/100          |
| Иноязычные издания |                 |
| Издание            | Оценка          |
| Nintendo Life      | [ 6 ]           |

Игра получила посредственные оценки от критиков, согласно агрегатору рецензий Metacritic.
Митч Фогель с сайта Nintendo Life дал игре 6 баллов из 10, высоко оценив сюжет и графику, но раскритиковав технические проблемы и однообразные квесты типа «подай-принеси».